# Cicerone Ionițoiu
Cicerone Ionițoiu (n. 8 mai 1924, Craiova – d. 26 ianuarie 2014, Paris) a fost un scriitor român, deținut politic în închisorile comuniste din România.
În „dosarul” său există două sentințe de condamnare la temniță, una din 1950 și alta din 1962. Cicerone Ionițoiu a fost condamnat la 26 de ani de închisoare pentru „vina” de a fi făcut parte din conducerea organizației de tineret a Partidului Național-Țărănesc. Din aceștia și-a petrecut 10 ani prin penitenciare și lagăre de exterminare.
În 1979, la intervenția președintelui de atunci al Franței, Valéry Giscard d'Estaing, a fost lăsat să plece din România și să se stabilească în Franța.
După Revoluția din 1989 a început alcătuirea unei enciclopedii cu numele celor care au murit în închisorile comuniste. Munca sa se găsește pe situl web Procesul Comunismului și a fost citată laudativ de către Fundația Academia Civică, numele strânse fiind inscripționate pe monumentul numit Spațiu de Reculegere și Rugăciune din cadrul Memorialului de la Sighet.
În octombrie 2009 Consiliul Local Craiova i-a acordat lui Cicerone Ionițoiu titlul de cetățean de onoare al orașului Craiova.

## Lucrări publicate
- Rezistența anticomunistă din Munții României. 1946-1958, Editura Gîndirea Românească, București, 1993
- Cartea de aur a rezistenței românești împotriva comunismului, Editura Hrisovul, București, 1995
- Martiri și mărturisitori ai Bisericii din România (1948-1989). Biserica ortodoxă. Vol. 1, Ediția a-II-a, Ed. Patmos, Cluj-Napoca, 1998, 213 p., ISBN 973-96911-2-9 (Vasile Manea, Cicerone Ionițoiu)
- Martiri și mărturisitori ai Bisericii din România (1945-1989). Biserica Română Unită cu Roma, Greco-Catolică, Biserica Romano-Catolică, Casa de Editură „Viața Creștină”, Cluj, 2001, 222 p., prefață de Doina Cornea (Ioan Bota, Cicerone Ionițoiu)
- Victimele terorii comuniste. Arestați, torturați, întemnițați, uciși. Dicționar. Editura Mașina de scris, București, 2000- , ISBN 973-99994-2-5

Vol.1: Dicționar A-B. Lucrare revizuită de prof. univ. Florin Ștefănescu. Editura Mașina de scris, 2000, 320 p. ISBN 973-99994-2-5
Vol.2: Dicționar C. Lucrare revizuită de dr. Mihaela Andreiovici și prof. univ. Florin Ștefănescu. Editura Mașina de scris, 2002, 296 p.
Vol.3: Dicționar D-E. Lucrare revizuită de dr. Mihaela Andreiovici. Editura Mașina de scris, 2002, 232 p.
Vol.4: Dicționar F-G. Lucrare revizuită de dr. Mihaela Andreiovici. Editura Mașina de scris, 2002, 324 p. - ISBN 973-8491-00-2
Vol.5: Dicționar H-I-J-K-L. Editura Mașina de scris, 2003, 416 p. ISBN 973-8491-03-7
Vol.6: Dicționar M. Lucrare revizuită de dr. Mihaela Andreiovici. Editura Mașina de scris, 2004, 447 p. ISBN 973-8491-10-X
Vol.7: Dicționar N-O. Lucrare revizuită de dr. Mihaela Andreiovici. Editura Mașina de scris, 2005, 255 p. ISBN 973-8491-19-3
Vol.8: Dicționar P-Q. prefața de Alex Ștefănescu; lucrare revizuită de Filip Lucian Iorga-2006-ISBN (10) 973-8491-26-6-; ISBN (13) 978-973-8491-26-7 Editura Mașina de scris, 2006, 504 p.
Vol.9: Dicționar R. pref. de Alex Ștefănescu: lucrare reviz. de Domința Ștefănescu, Ecaterina Rădoi - 2007, ISBN 978-973-8491-28-1, Editura Mașina de scris, 2007.
Vol.10: Dicționar S, 528 p.
Vol.11: Dicționar Ș-Z, 592 p.
- Genocidul din România - Repere în procesul comunismului, Apologeticum, 2006 ediție electronică www.procesulcomunismului.com
- Memorii. Volumul I: Din țara sîrmelor ghimpate, Editura Polirom, 2009
- Memorii. Volumul II: Drama României văzută din exil, Editura Polirom, 2011
- Figuri de legendă, Editura Fundația Academia Civică, 2013 [9]